# All Night
All Night és una pel·lícula muda de la Universal dirigida per Paul Powell i protagonitzada per Rodolfo Valentino (amb el nom M. Rodopho De Valentina) i Carmel Myers. Basada en el relat “One Bright Idea” d'Edgar Franklin, la pel·lícula es va estrenar el 30 de novembre de 1918. Aquesta pel·lícula té la particularitat de que Valentino interpreta un paper còmic

## Argument
Richard Thayer demana al seu amic William Harcourt que convidi la popular Elizabeth Lane de qui està enamorat a sopar per tal de poder impressionar-la i aconseguir el seu amor. Aquell vespre, els criats dels Harcourt descobreixen que aquests no poden pagar els seus salaris i decideixen marxar. A la vegada s'hi presenta inesperadament l'excèntric milionari Bradford, de qui depenen financerament els Harcourt. Atordits de pànic, els Harcourt convencen Richard i Elizabeth perquè ocupin els seus llocs mentre es fan passar per servents. Al sopar, Bradford amonesta els suposats Harcourt que no tinguin fills i els empeny cap el llit. Aleshores arriba el coronel Lane que demana per la seva filla i William li diu a Bradford que està boig, amb la qual cosa el milionari tanca el coronel al bany. La situació s'enreda tant que William acaba confessant-ho tot a Bradford, que lloa el jove pel seu enginy i accepta continuar donant-li suport. Richard i Elizabeth acaben comprometent-se.

## Repartiment
- Carmel Myers (Elizabeth Lane)
- Rodolfo Valentino (Richard Thayer)
- Charles Dorian (William Harcourt)
- Mary Warren (Maude Harcourt
- William Dyer (Bradford)
- Wadsworth Harris (coronel Hudson Lane)
- Jack Hull (el majordom)